# Humidicutis multicolor
Humidicutis multicolor är en svampart som först beskrevs av Berk. & Broome, och fick sitt nu gällande namn av E. Horak 1990. Humidicutis multicolor ingår i släktet Humidicutis och familjen Hygrophoraceae.   Inga underarter finns listade i Catalogue of Life.